# Always Outnumbered, Never Outgunned
Always Outnumbered, Never Outgunned je čtvrté studiové album elektronické skupiny Prodigy.
V Británii vyšlo 23. srpna 2004 na labelu XL Recordings, v USA 15. září 2004 na Maverick Records. Název je dílem slovní hříčky, jejímž základem je novela Always Outnumbered, Always Outgunned spisovatele Waltera Moselyho.

## Seznam skladeb
| Pořadí         | Název                     | Délka |
| -------------- | ------------------------- | ----- |
| 1.             | Spitfire                  | 5:07  |
| 2.             | Girls                     | 4:06  |
| 3.             | Memphis Bells             | 4:28  |
| 4.             | Get up, Get off           | 4:19  |
| 5.             | Hotride                   | 4:35  |
| 6.             | Wake Up Call              | 4:55  |
| 7.             | Action Radar              | 5:32  |
| 8.             | Medusa's Path             | 6:08  |
| 9.             | Phoenix                   | 4:38  |
| 10.            | You'll Be Under My Wheels | 3:56  |
| 11.            | The Way It Is             | 5:45  |
| 12.            | Shoot Down                | 4:28  |
| Celková délka: | Celková délka:            | 57:57 |